# Maria av Serbien, markisinna av Montferrat
Maria av Serbien, född 1466, död 1495, var en italiensk adelskvinna, markisinna av Montferrat mellan 1483 och 1494 som gift med markis Boniface III av Montferrat.
Hon var ställföreträdande regent i Montferrat för sin son Guglielmo IX av Montferrat under hans omyndighet mellan 1494 och 1495. 